# Klotzbach
Der Klotzbach, auch Oberer Mühlbach und früher Heubach genannt, ist ein Bach bei Heubach im Ostalbkreis. Er ist ein auf seinem Namenslauf über sechs, zusammen mit seinem längeren Oberlauf Beurener Bach neun Kilometer langer linker und südlicher Zufluss der Rems.

## Geographie

### Verlauf
Der Klotzbach entsteht aus dem Zusammenfluss des Beurener Bachs sowie des Tumbachs südlich von Heubach. Manche sehen den Beurener Bach auch nur als den Oberlauf des Klotzbaches an. Bei Heubach nimmt er den vom Rosenstein kommenden Hirschbach auf. Nach anfänglich nördlichem Verlauf knickt der Klotzbach kurz vor dem Erreichen des südlichen Ortsrands von Böbingen links ab, um wenig später in Böbingen, westlich der Klotzbachstraße, in die Rems zu münden.

### Einzugsgebiet
Das Einzugsgebiet ist 18,3 km² groß und umfasst, naturräumlich gesehen, in seiner südlichen Hälfte Anteile des Unterraums Albuch und Härtsfeld der Schwäbischen Alb; der nördliche liegt im Unterraum Östliches Albvorland des Schwäbischen Keuper-Lias-Landes, und zwar stößt in Heubach unmittelbar am Fuß der Alb in einem schmalen Streifen das Rehgebirge linksseits des Klotzbaches an das Welland rechtsseits, danach und größtenteils aber liegt das nördliche Einzugsgebiet im Unterraum Liasplatten über Rems und Lein des Östlichen Albvorlandes. Der höchste, 767,6 m ü. NHN erreichende Punkt liegt über dem Ursprung des Beurener Bachs auf der südlichen Wasserscheide.
Das Einzugsgebiet grenzt reihum an die Einzugsgebiete folgender Nachbargewässer:
- Im Süden liegt auf der Albhochfläche das fast gewässerlose Einzugsgebiet des Trockentals Wental, das zur Brenz hin entwässert, dort verläuft also auf dem Albtrauf die hydrologisch bedeutende Europäische Hauptwasserscheide zwischen Rhein diesseits und Donau jenseits;
- im Südwesten liegt das Quellgebiet des Bargauer Bachs, der über den Strümpfelbach weit abwärts zur Rems in Schwäbisch Gmünd abfließt;
- im Westen und Nordwesten ziehen Krümmlingsbach und dann der kürzere Lützelbach ebenfalls von links zur Rems;
- im Nordosten konkurriert der ebenfalls nur kurze Mögglinger Sulzbach nun oberhalb des Klotzbaches zur Rems hin;
- im übrigen Osten führt die Lauter den Abfluss zur Gegenseite noch weiter aufwärts zur Rems.

### Zuflüsse
Hierarchische Liste der Zuflüsse jeweils von der Quelle zur Mündung. Gewässerlänge, Einzugsgebiet und Höhe nach den entsprechenden Layern auf der Onlinekarte der LUBW. Andere Quellen für die Angaben sind vermerkt.
- Beurener Bach, linker Oberlauf, 2,7 km und 4,0 km². Das oberste Laufstück heißt Griesbach.
  - (Bach aus dem Fockentäle), von links vor Beuren, 0,6 km und ca. 0,6 km²[LUBW 6]
  - (Bach aus den Steigäckern), von links in Beuren, 1,1 km und ca. 0,7 km²[LUBW 6]
- Tumbach, rechter Oberlauf, 2,4 km und 2,6 km²
  - Gutenbach aus dem Nähertal, von rechts, unter 0,4 km und ca. 0,4 km²[LUBW 6]
  - (Bach aus der Teufelsklinge), von links, 0,6 km und ca. 0,2 km²[LUBW 6]
- Weingarthaldenbach, von links in Heubach, 0,5 km und ca. 0,3 km²[LUBW 6]
- Hirschbach, von rechts in Heubach, 1,8 km und 1,8 km²
  - (Bach entlang der Steige), von rechts, über 0,4 km und unter 0,3 km²[LUBW 6]
- Möhlegraben, von rechts nach Heubach, 1,8 km und 1,2 km²
- Schlierbach, von links in Böbingen, 1,9 km und 2,7 km²
  - Ungerhardgraben, von links, 0,6 km und ca. 0,3 km²[LUBW 6]
- (Mühlkanal), linker Teilungslauf, 0,6 km und unter 0,2 km²[LUBW 6]

## Hochwasserschutz
Der Klotzbach trat bis in die 1970er Jahre regelmäßig über die Ufer, zuletzt am 23. Juni 1975. Die ab 1975 ausgeführte Klotzbachverdolung verhinderte seitdem weitere Hochwasser.

### LUBW
Amtliche Online-Gewässerkarte mit passendem Ausschnitt und den hier benutzten Layern: Lauf und Einzugsgebiet des Klotzbachs

Allgemeiner Einstieg ohne Voreinstellungen und Layer: Daten- und Kartendienst der Landesanstalt für Umwelt Baden-Württemberg (LUBW) (Hinweise)
1. 1 2  Höhe nach dem Höhenlinienbild auf dem Hintergrundlayer Topographische Karte.
2. 1 2  Höhe nach grauer Beschriftung auf dem Hintergrundlayer Topographische Karte.
3. 1 2 3  Länge nach dem Layer Gewässernetz (AWGN).
4. ↑  Einzugsgebiet aufsummiert aus den Teileinzugsgebieten nach dem Layer Basiseinzugsgebiet (AWGN).
5. ↑  Einzugsgebiet nach dem Layer Basiseinzugsgebiet (AWGN).
6. 1 2 3 4 5 6 7 8  Einzugsgebiet abgemessen auf dem Hintergrundlayer Topographische Karte.

### Andere Belege
1. ↑  Ortsbeschreibung von Heubach in der Beschreibung des Oberamts Gmünd von 1870, S. 341.
2. ↑  Hansjörg Dongus: Geographische Landesaufnahme: Die naturräumlichen Einheiten auf Blatt 171 Göppingen. Bundesanstalt für Landeskunde, Bad Godesberg 1961. → Online-Karte (PDF; 4,3 MB)
3. ↑  Gemeinde Böbingen an der Rems (Hrsg.): Böbingen an der Rems. Porträt einer Gemeinde, Süddeutscher Zeitungsdienst, Aalen 1986, S. 82.